# Francis Perrin (acteur)
Pour les articles homonymes, voir Francis Perrin et Perrin.
Francis Perrin, né le 10 octobre 1947 à Versailles (Yvelines), est un acteur, scénariste et réalisateur français.
Pensionnaire de la Comédie-Française à partir de 1972, il se fait connaître avec les pièces du répertoire. Il devient au cinéma un jeune second rôle demandé, incarnant des personnages maladroits et attachants dans La Gifle (1974), Le Chasseur de chez Maxim's (1976) ou encore On a volé la cuisse de Jupiter (1980). Il devient rapidement une vedette comique en accédant à des premiers rôles dans des films à succès comme Le Roi des cons (1981), Tête à claques (1982) et  Le Joli Cœur (1984).

## Biographie
Les parents de Francis Perrin, tous deux techniciens du cinéma, ont notamment fait partie de l'équipe technique de tournage des films de Sacha Guitry. Dans sa jeunesse, le futur acteur a un léger bégaiement.
Ancien élève du Conservatoire national supérieur d'art dramatique (promotion 1972) où il remporte trois « premier prix de comédie »,,, Francis Perrin est engagé la même année à la Comédie-Française. Il y reste un an,,.
Débute alors une riche carrière de comédien, où il interprète de nombreuses fois le répertoire de Molière : Le Malade imaginaire, Le Bourgeois gentilhomme, Les Femmes savantes, Les Fourberies de Scapin… Il interprète également les œuvres de Georges Feydeau, Eugène Labiche, Jules Romains, Marcel Pagnol… Il ne quitte plus les scènes de théâtre.
Le cinéma commence aussi à faire appel à lui pour des seconds rôles. On le remarque en petit ami d'Isabelle Adjani dans La Gifle de Claude Pinoteau, puis chez Claude Lelouch et Philippe de Broca.
En 1980, la télé lui rend hommage avec le téléfilm Antenne à Francis Perrin, où il joue plusieurs rôles comme Perdican, Pierrot et Jean de la lune dans trois films sketches aux côtés de Claude Jade.
En 1981, il tient la vedette du film Le Roi des cons de Claude Confortès. Il réalise Tête à claques, Le Joli Cœur, puis Ça n'arrive qu'à moi.
De la fin des années 1970 jusqu'au milieu des années 1980, Francis Perrin est populaire en France, il est ainsi par exemple invité à des émissions de variétés ou de divertissements (Collaro show, Champs Élysées…), où il est un « bon client ».
Francis Perrin a coécrit et joué dans Le Débutant le rôle de « François Veber » et dans Ça n'arrive qu'à moi le rôle de « François Pépin » (en référence au réalisateur Francis Veber qui utilisait à cette époque le nom de « François Perrin » dans plusieurs de ses films).
Dès la fin des années 1980, il se consacre essentiellement à sa carrière au théâtre. On le revoit tout de même dans plusieurs téléfilms et en père d'Audrey Tautou dans Thérèse Desqueyroux, dernier film de Claude Miller.
De 1994 à 2001, il devient sociétaire des Grosses Têtes de Philippe Bouvard. À la radio, on le reconnaît à son léger bégaiement et à son fou rire. À la télévision, c'est avec la complicité de Sim, qu'il joue de nombreux sketchs tels que le kinésithérapeute, la torture médiévale, le cabinet dentaire…
De 1992 à 2000, il est directeur du théâtre Montansier à Versailles.
En 2001, Francis Perrin rejoint Jean-Claude Brialy comme codirecteur artistique du Festival d'Anjou, puis en est le directeur en 2002 et 2003.
En avril 2007, il est promu officier de la Légion d'honneur.
De 2013 à 2021, il est le héros de Mongeville, une série télévisée diffusée sur France 3.
Au théâtre, il crée le spectacle Molière malgré moi, un « seul en scène » dans lequel il rend hommage à Molière et à sa troupe. Ce spectacle sera présenté à Paris et en province pendant quatre ans.

### Vie privée
Il est père de Cécile et Fabiola, des jumelles polynésiennes, nées en 1988, adoptées avec Laurence, sa première épouse.
Par son union avec la comédienne Caroline Berg, il est le père d'une autre fille, Jeanne, née en 1998.
En 2002, il épouse Gersende Dufromentel, étudiante en 3e année au Conservatoire national d'art dramatique de Paris. Ils ont trois enfants, Louis, né en 2002, Clarisse née en 2004 et Baptiste né en 2005,.

### Engagement personnel
Son fils Louis, né en 2002, est diagnostiqué autiste dès l'âge de trois ans. Le comédien s'est engagé personnellement et médiatiquement à promouvoir la méthode qui permet à son fils de se socialiser. Ce programme dénommé « analyse appliquée du comportement » a été créé par un médecin norvégien, le Dr Løvaas.
Le comédien a décidé d'utiliser sa notoriété (et le revendique comme tel) pour promouvoir ce traitement comportemental, peu utilisé en France. Deux reportages ont été diffusés sur France 2 dans l'émission Envoyé spécial qui présentent le témoignage de Francis Perrin et de son épouse sur ce sujet.
Début avril 2012, le centre Camus de Villeneuve-d'Ascq, parrainé par Francis Perrin, est, selon Mediapart, mis en cause par un rapport d'inspection de l'Agence régionale de santé,,.
En 2012, Gersende et Francis Perrin écrivent un livre autobiographique intitulé Louis, pas à pas, publié chez Jean-Claude Lattès, qui raconte l'histoire de leur fils. L'histoire inspire le scénario du téléfilm Presque comme les autres diffusé sur France 2 le mercredi 30 mars 2016.
Avec son épouse et son fils, il participe en 2024 à la campagne de sensibilisation à l'autisme menée par le Ministère des solidarités.

## Filmographie

### Cinéma
- 1973 : Le Concierge de Jean Girault : le nouveau concierge
- 1973 : La Tour du désespoir (Sepolta viva) d'Aldo Lado : Gaël
- 1974 : On s'est trompé d'histoire d'amour de Jean-Louis Bertuccelli : Pierre Buzac
- 1974 : La Gifle de  Claude Pinoteau : Marc Morillon
- 1975 : Sérieux comme le plaisir de Robert Benayoun : le vendeur de voitures
- 1975 : C'est dur pour tout le monde de Christian Gion : Dan Letellier
- 1976 : Folies bourgeoises de Claude Chabrol : Robert Sartre
- 1976 : Le Chasseur de chez Maxim's de Claude Vital : Octave
- 1977 : Les Fougères bleues de Françoise Sagan : Antoine
- 1977 : Le mille-pattes fait des claquettes de Jean Girault : Jacques
- 1978 : Robert et Robert de Claude Lelouch : le futur marchand d'esclave (Francis Michaud, l'acheteur de l'agence)
- 1979 : Gros-Câlin de Jean-Pierre Rawson : le chauffeur de taxi
- 1980 : On a volé la cuisse de Jupiter de Philippe de Broca : Charles-Hubert Pochet
- 1980 : Un amour d'emmerdeuse d'Alain Vandercoille : Maxime
- 1981 : Le Roi des cons de Claude Confortès : Georges Le Roi
- 1982 : Tête à claques  de Francis Perrin : Alex Berthier
- 1982 : Le Corbillard de Jules de Serge Pénard : Alphonse
- 1983 : Tout le monde peut se tromper de Jean Couturier : Ludovic Vincent, dit « Vic »
- 1984 : Le Joli Cœur : Frank
- 1985 : Billy Ze Kick de Gérard Mordillat : Inspecteur Chapeau
- 1985 : Ça n'arrive qu'à moi : François Pépin
- 1986 : Le Débutant de Daniel Janneau : François Veber
- 1987 : Club de rencontres de Michel Lang : Nicolas Bergereau
- 1990 : Présumé dangereux de Georges Lautner : Durieux
- 1993 : La Braconne de Serge Pénard : Arthur
- 1996 : La Belle Verte de Coline Serreau : le chauffeur de la BMW
- 2004 : Les Parisiens de Claude Lelouch : Didier
- 2005 : Le Courage d'aimer de Claude Lelouch : Didier
- 2006 : Lune de miel  de François Breniaux (court-métrage)
- 2010 : Insoupçonnable de Gabriel Le Bomin : Antoine
- 2010 : La Chance de ma vie de Nicolas Cuche : François
- 2011 : Je m'appelle Bernadette de Jean Sagols : Jacomet
- 2012 : Thérèse Desqueyroux de Claude Miller : M. Larroque
- 2014 : Les Francis de Fabrice Begotti : le grand-père de Jeff
- 2014 : Les Vacances du Petit Nicolas de Laurent Tirard : le directeur de l'école

### Télévision

#### Téléfilms
- 1980 : Antenne à Francis Perrin de Jean Kerchbron : Pierrot, Perdican et Jean de la lune
- 1993 : Inspecteur Médeuze de Philippe Triboit : Médeuze
- 1997 : Miracle à l'Eldorado de Philippe Niang : André Trapani
- 2000 : L'Enfant de la honte de Claudio Tonetti : Préfet Joubain
- 2002 : Sentiments partagés de Daniel Janneau : Luc
- 2006 : Intime Conviction — Affaires Francis Perrin de Patrick Sébastien et Bernard Gonner : lui-même
- 2009 : Clara, une passion française de Sébastien Grall : Crémieux
- 2010 : Tombé sur la tête de Didier Albert : Falcos
- 2010 : Merci papa, merci maman de Vincent Giovanni : André
- 2011 : Bienvenue à Bouchon de Luc Béraud : Butin
- 2011 : Chez Maupassant : Le Vieux de Jacques Santamaria : Chicot
- 2011 : Ni vu, ni connu de Christophe Douchand : Rémi Chambord
- 2012 : Parle tout bas si c'est d'amour de Sylvain Monod : le proviseur
- 2013 : Chambre noire de Arnaud Malherbe : Capitaine Mathieu
- 2013 : Surveillance de Sébastien Grall : Richard Texier
- 2023 : À côté de ses pompes de Nathalie Lecoultre : Octave Lesquint

#### Séries télévisées
- 1972 : Les Boussardel, mini-série réalisée par René Lucot adaptée de la suite romanesque Les Boussardel de Philippe Hériat
- 1972 : Les Rois maudits, feuilleton télévisé de Claude Barma (figuration, non crédité)
- 1978 : Un Ours pas comme les autres, feuilleton télévisé de Nina Companeez (Freddy)
- 1981 : Le Mythomane, série en six épisodes de Michel Wyn : Norbert Beaufumé
- 1986 : Maguy (épisode « Le prix concours ») : lui-même
- 1988 : Loft Story (série télévisée sur Antenne 2) : Francis
- 1991-1995 : Maxime et Wanda (série en trois épisodes : « Une révolution clé en main », « Les belles ordures », « L'homme qui n'en savait pas assez ») : Maxime
- 2001 : Les Nouvelles Aventures de Lucky Luke : Rantanplan (voix)
- 2002 : Juliette Lesage, médecine pour tous (épisode « Conduites dangereuses ») : Gérard Maillant
- 2004 : Sœur Thérèse.com (épisode « Sang d'encre ») : Alain Carlier
- 2011 : Alice Nevers, le juge est une femme (épisode « Meurtre discount ») : Pierre
- 2012 : Week-end chez les toquées (épisode « L'art de la fuite ») : Bertrand
- 2013 : Scènes de ménages (épisode « Entre amis ») : ami dépressif de Raymond
- 2013 - 2021 : Mongeville, série de Jacques Santamaria : Antoine Mongeville
- 2014 : Caïn (épisode « Duels ») : Barthes
- 2015 : Nos chers voisins, prime-time Nos chers voisins fêtent la nouvelle année : Franck Berthier, le collègue et rival d'Aymeric
- 2015 : Mes chers disparus, série en six épisodes de Stéphane Kappes : Gérard Rebec
- 2018 : Nina, épisode La Vie est injuste : Gérard
- 2019 : Myster Mocky présente, épisode Un verre de trop de Jean-Pierre Mocky
- 2020 : Joséphine, ange gardien, épisode Trois anges valent mieux qu'un ! : Rémy Bouvet
- 2021 - 2022 : Demain nous appartient (saisons 4 à 6): Régis Daunier
- 2022 : Sam (saison 6) : Alain Furgé
- 2022 : Tropiques criminels (saison 3, épisode 1) : Hector
- 2023 : Le Code (saison 2, épisode 1) : Jean Perez

#### Émissions de télévision
- 2024 : Le Maître du Jeu sur TF1 : candidat

### Théâtre filmé
- 1971 : Au théâtre ce soir : Arsenic et vieilles dentelles de Joseph Kesselring, mise en scène Alfred Pasquali, réalisation Pierre Sabbagh, Théâtre Marigny
- 1972 : Les Chemins de fer d'Eugène Labiche, réalisation Daniel Georgeot
- 1975 : Au théâtre ce soir : Trésor-party de Bernard Régnier, d'après le roman Money in the Bank (Valeurs en coffre) publié en 1946 par Wodehouse, mise en scène Jacques Ardouin, réalisation Pierre Sabbagh, Théâtre Édouard-VII
- 1976 : Am-stram-gram d'André Roussin, mise en scène Claude Nicot, réalisation Pierre Sabbagh, Théâtre Édouard-VII
- 1978 : Au théâtre ce soir : Les Deux Timides d'Eugène Labiche et Marc Michel, mise en scène Jean Le Poulain, réalisation Pierre Sabbagh], Théâtre Marigny
- 2001 : Volpone de Jules Romains, mise en scène Francis Perrin, Théâtre Montansier
- 2007 : La Dame de chez Maxim de Georges Feydeau, mise en scène Francis Perrin, réalisation Jean-Luc Orabona, Le Théâtre des Variétés[20]
- 2023 : Anniversaire surprise chez les Bodin's

### Réalisateur
- 1982 : Tête à claques
- 1984 : Le Joli Cœur
- 1984 : Ça n'arrive qu'à moi

### Scénariste
- 1982 : Tête à claques
- 1984 : Le Joli Cœur
- 1984 : Ça n'arrive qu'à moi
- 1986 : Le Débutant de Daniel Janneau

## Théâtre
- Théâtre Montansier :  directeur de 1992 à 2000.
- Festival d'Anjou : codirecteur artistique en 2001 avec Jean-Claude Brialy, directeur artistique en 2002 et 2003

### Auteur
- 1973 : Citron automatique écrit, joué et mise en scène
- 2013 : Molière malgré moi écrit, joué et mise en scène

### Comédien
- 1972 : Cœur à deux de Guy Foissy, mise en scène Jean-Pierre Miquel, Comédie-Française
- 1972 : Le Bourgeois gentilhomme de Molière, mise en scène Jean-Louis Barrault, Comédie-Française
- 1972-1973 : Le Malade imaginaire de Molière, mise en scène Jean-Laurent Cochet, Comédie-Française
- 1973 : Le Médecin volant de Molière, mise en scène Francis Perrin, Comédie-Française, Festival de Bellac
- 1973 : Les Femmes savantes de Molière, mise en scène Jean Piat, Comédie-Française
- 1973 : Les Fourberies de Scapin de Molière, mise en scène Jacques Échantillon, Comédie-Française, Théâtre des Champs-Élysées
- 1973 : Une rose au petit déjeuner de Pierre Barillet et Jean-Pierre Grédy, mise en scène René Clermont, Théâtre des Bouffes-Parisiens
- 1973-1974 : Citron automatique écrit, joué et mise en scène, théâtre d’Antony, Théâtre des Bouffes-Parisiens
- 1975 : Turcaret d'Alain-René Lesage, mise en scène Serge Peyrat, Théâtre de la Ville
- 1975 : Tutti-Frutti 2e spectacle musical écrit, joué et mis en scène, Théâtre de l'Atelier
- 1975 : La Création du monde et autres bisness d'Arthur Miller, mise en scène Jean Mercure, Théâtre de la Ville
- 1975 : Trésor party de Bernard Régnier, mise en scène Jacques Ardouin[21], théâtre Édouard-VII
- 1976 : Une aspirine pour deux de Woody Allen, mise en scène Francis Perrin, Théâtre du Gymnase
- 1978 : Les Fourberies de Scapin de Molière, mise en scène Pierre Boutron, Théâtre de l’Athénée
- 1980 : J'suis bien de Gérard Lamballe, mise en scène Francis Perrin, Comédie des Champs-Élysées
- 1983 : Le Dindon de Georges Feydeau, mise en scène Jean Meyer, Théâtre des Célestins
- 1985 et 1988 : Glengarry Glen Ross de David Mamet, mise en scène Marcel Maréchal, Théâtre de la Criée, théâtre Édouard-VII
- 1988 : Mon panthéon est décousu de Pierre Delanoë, Gérard Lamballe et Francis Perrin, mise en scène Francis Perrin, Théâtre des Célestins
- 1988 : Les Fourberies de Scapin de Molière, mise en scène Marcelle Tassencourt, Grand Trianon Versailles
- 1989 : Le Mariage de Figaro de Beaumarchais, Grand Trianon Versailles
- 1990 et 1996 : Les Précieuses ridicules de Molière, mise en scène Francis Perrin, Grand Trianon Versailles, Théâtre Montansier
- 1991 : Volpone de Jules Romains, mise en scène Robert Fortune, Théâtre de la Porte-Saint-Martin
- 1993-1994 : Topaze de Marcel Pagnol, mise en scène Francis Perrin, Théâtre des Célestins, Théâtre de la Madeleine
- 1994 : Célimare le bien-aimé d'Eugène Labiche, mise en scène Jean-Louis Thamin, CADO, Théâtre de Bourg-en-Bresse, Théâtre du Port de la lune
- 1995 : Knock de Jules Romains, mise en scène Francis Perrin
- 1995 : To Be or not to be d'après Ernst Lubitsch, mise en scène Jean-Paul Bouron, Théâtre Montansier
- 1996 : L'Impromptu de Versailles de Molière, mise en scène Francis Perrin, Théâtre Montansier
- 1996 : Oscar de Claude Magnier, mise en scène Pierre Mondy, Théâtre des Variétés
- 1997 : George Dandin de Molière, mise en scène Francis Perrin, Théâtre Montansier
- 1997 : Le Passe-muraille de Marcel Aymé, mise en scène Alain Sachs, Théâtre des Bouffes-Parisiens
- 1998 : La Soif et la faim d’Eugène Ionesco, mise en scène Jean-Claude Idée, Théâtre royal du Parc Bruxelles, Théâtre Montansier
- 1998 : Jean III de Sacha Guitry, mise en scène Francis Perrin, Théâtre Montansier
- 1999 : Espèces menacées de Ray Cooney, mise en scène Éric Civanyan, Théâtre de la Michodière
- 1999 : Les Fourberies de Scapin de Molière, mise en scène Francis Perrin, théâtre Montansier
- 2000 : La main passe de Georges Feydeau, avec Pierre Santini, mise en scène Gildas Bourdet, théâtre de Chaillot, Théâtre Comédia
- 2002 : Amphitryon de Molière, mise en scène Simon Eine, Festival d'Anjou
- 2002 : Le Dindon de Georges Feydeau, mise en scène Francis Perrin, Théâtre des Bouffes-Parisiens, Festival d'Anjou
- 2003 : Signé Dumas de Cyril Gély et Éric Rouquette, mise en scène Jean-Luc Tardieu, Festival d'Anjou, Théâtre Marigny
- 2005 : Tantine et moi de Morris Panych, mise en scène Stéphan Meldegg, Théâtre La Bruyère, Théâtre Fontaine
- 2006 : Numéro complémentaire de Jean-Marie Chevret, mise en scène Alain Sachs, Théâtre Saint-Georges
- 2006 : Si c'était à refaire de Laurent Ruquier, mise en scène Jean-Luc Moreau, Théâtre de la Renaissance
- 2007-2009 : Chat et souris de Ray Cooney, mise en scène Jean-Luc Moreau, Théâtre de la Michodière
- 2011 : Le Nombril de Jean Anouilh, mise en scène Michel Fagadau, Comédie des Champs-Élysées
- 2011 : Dom Juan de Molière, mise en scène Francis Huster, Festival d'Anjou, tournée d'été
- 2012 : Le Misanthrope de Molière, mise en scène Francis Huster, tournée d'été
- 2012-2013 : Un stylo dans la tête de Jean Dell, mise en scène Jean-Luc Moreau, Théâtre des Nouveautés, Théâtre Marigny, tournée
- 2013-2017 : Molière malgré moi de Francis Perrin (seul en scène), tournée, Théâtre de la Gaîté Montparnasse
- 2014 : Comme un arbre penché de Lilian Lloyd, mise en scène Jean-Luc Tardieu, Théâtre La Bruyère
- 2019 : Même heure l'année prochaine de Bernard Slade, mise en scène Francis Perrin, théâtre Tête d'Or
- 2021 : L'École des femmes de Molière, mise en scène Francis Perrin, théâtre Tête d'Or et tournée
- 2024 : Le Duplex de Didier Caron, mise en scène de l'auteur, théâtre de Paris
- 2025 : Lily et Lily de Pierre Barillet et Jean-Pierre Gredy, mise en scène Marie Pascale Osterrieth, Théâtre de Paris

### Metteur en scène
- 1959 : écrit, joue et met en scène sa première pièce : Les Deux Barbouilleurs
- 1965 : loue la salle Pleyel pour jouer et mettre en scène sa deuxième pièce : Le Reflet
- 1973 : Le Médecin volant de Molière, Comédie-Française, Festival de Bellac
- 1973 : Citron automatique écrit, joué et mise en scène au théâtre d’Antony à minuit, puis Théâtre des Bouffes-Parisiens
- 1975 : Tutti-Frutti 2e spectacle musical écrit, joué et mis en scène au Théâtre de l'Atelier
- 1976 : Une aspirine pour deux de Woody Allen, Théâtre du Gymnase
- 1980 : J'suis bien de Gérard Lamballe, Comédie des Champs-Élysées
- 1989 : Pâquerette de Claude Magnier, Théâtre de la Michodière
- 1990 : Les Précieuses ridicules de Molière, Grand Trianon Versailles
- 1992 : Une aspirine pour deux de Woody Allen, Théâtre Saint-Georges
- 1993 : Le Barbier de Séville de Gioachino Rossini à l’Opéra de Marseille, repris en 1998
- 1994 : Topaze de Marcel Pagnol, Théâtre de la Madeleine
- 1994 : Bonne année toi-même avec Michèle Bernier et Pauline d'Aumale
- 1996 : L'Impromptu de Versailles et les Précieuses ridicules de Molière : représentations à Versailles, puis tournée des festivals pendant l’été
- 1997 : Programme minimum avec Guy Montagné
- 1997 : Le Médecin volant et Les Fâcheux de Molière
- 1997 : George Dandin de Molière, représentations à Versailles et tournée des festivals pendant l’été
- 1998 : Jean III de Sacha Guitry, Théâtre Montansier et en tournée
- 1999 : Les Fourberies de Scapin de Molière, pour ses adieux au rôle de Scapin qu’il a interprété 330 fois, 3 représentations au Théâtre Montansier
- 2002 : Le Dindon de Georges Feydeau, Théâtre des Bouffes-Parisiens, Festival d'Anjou
- 2004 : Une aspirine pour deux de Woody Allen
- 2005 : Un fil à la patte de Georges Feydeau, France 2
- 2006 : La Crampon, Théâtre de la Gaîté-Montparnasse
- 2006 : Trois jeunes filles nues de Raoul Moretti, Yves Mirande et Albert Willemetz, France 2
- 2006 : Ce soir ou jamais de Philippe Hodara et Bruno Chapelle, Théâtre du Gymnase
- 2007 : La Dame de chez Maxim de Georges Feydeau, France 2
- 2008 : La Véranda de Cyril Gély et Éric Rouquette, Théâtre La Bruyère
- 2009 : Rigoletto de Verdi
- 2011 : Je hais les jeunes, one man show de Patrice Laffont
- 2013 : Molière malgré moi de Francis Perrin (seul en scène), tournée puis Théâtre de la Gaîté Montparnasse
- 2013 : Cava's Barber de Patrice Peyriéras, Festival de Carcassonne
- 2019 : Même heure l'année prochaine de Bernard Slade, théâtre Tête d'Or
- 2021 : L'École des femmes, adaptation d'après Molière, théâtre Tête d'or puis tournée.

## Publications
- Francis Perrin, L’enfant terrible de la Révolution, Paris, Éditions Plon, 2013, 265 p. (ISBN 978-2-259-21602-9)
- Francis Perrin et Gersende Perrin, Louis, pas à pas, Paris, Éditions Jean-Claude Lattès, 2012, 230 p. (ISBN 978-2-7096-3806-7)
- Francis Perrin, Le bouffon des rois, Paris, Éditions Plon, 2011, 324 p. (ISBN 978-2-259-20712-6)
- Francis Perrin, Molière, chef de troupe, Paris, Éditions Plon, 2007, 324 p. (ISBN 978-2-259-20356-2)
- Francis Perrin, Degrés de lassitude, Monaco-Paris, France, Le Rocher, 2005, 230 p. (ISBN 978-2-268-05275-5)
- Francis Perrin, Mon panthéon est décousu, Monaco-Paris, France, Le Rocher, 2003, 333 p. (ISBN 978-2-268-04494-1)

## Distinctions

### Nomination
- 2004 : nomination au Molière du comédien pour Signé Dumas

### Décorations
- Officier de la Légion d'honneur (2007)[22] ; chevalier (1994).
- Officier de l'ordre national du Mérite (2001)[23] ; chevalier (1987).
- Officier de l'ordre des Arts et des Lettres (2016)[24] ; chevalier (1990).
- Officier de l'ordre du Mérite culturel (Monaco, 2003)[25].